# Hati (Mond)
Hati (auch Saturn XLIII) ist einer der kleineren äußeren Monde des Planeten Saturn.

## Entdeckung
Die Entdeckung von Hati durch David C. Jewitt, Scott S. Sheppard, Jan Kleyna und Brian G. Marsden auf Aufnahmen vom 12. Dezember 2004 bis zum 11. März 2005 wurde am 3. Mai 2005 bekannt gegeben. 

Hati erhielt zunächst die vorläufige Bezeichnung S/2004 S 14. Im April 2007 wurde der Mond dann nach dem riesigen Wolf Hati, einem Sohn des Fenriswolfes und Zwillingsbruder des riesigen Wolfes Skalli (oder Skoll), aus der nordischen Mythologie benannt.

## Bahndaten
Hati umkreist Saturn auf einer retrograden exzentrischen Bahn in rund 1038,7 Tagen. Die Bahnexzentrizität beträgt 0,372, wobei die Bahn um 165,8° gegen die Ekliptik geneigt ist.

## Aufbau und physikalische Daten
Hati besitzt einen Durchmesser von etwa 6 km, und ein Tag-Nacht-Zyklus dauert etwa 5½ Stunden. Das ist die kürzeste bislang bekannte Rotationsperiode für einen Mond im gesamten Sonnensystem. 